# 덕명초등학교
덕명초등학교(德明初等學校)는 대한민국 충청남도 홍성군 광천읍에 있었던 공립 초등학교이다.

## 학교 연혁
- 1915년 11월 3일 광천공립보통학교 설립인가(4년제)
- 1938년 4월 1일 광천신진공립심상소학교로 개칭
- 1941년 4월 5일 광천신진공립국민학교로 개칭
- 1946년 9월 1일 광천제1공립국민학교로 교명 변경
- 1949년 12월 24일 덕명국민학교로 교명 변경
- 1994년 3월 1일 병설유치원 1학급 인가
- 1996년 3월 1일 덕명초등학교로 개명
- 2007년 2월 16일 제91회 졸업(총 14,527명)
- 2009년 2월 19일 제93회 졸업(총 14,678명)
- 2009년 3월 1일 초등학교 12학급, 유치원 1학급 편성
- 2010년 2월 11일 제94회 졸업(총 14,735명)
- 2010년 3월 1일 초등학교 11학급, 유치원 1학급 편성
- 2011년 2월 21일 제95회 졸업(총 14,788명)
- 2011년 3월 1일 초등학교 11학급, 유치원 1학급 편성
- 2014년 3월 3일 초등학교 6학급, 유치원 1학급 편성
- 2014년 3월 3일 초등학교 7(1)학급, 병설유치원 1학급 편성
- 2015년 2월 13일 초등학교 제 99회 졸업식 졸업생 20명(총 졸업생 14,944명)
- 2015년 10월 17일 개교 100주년 기념사업 축제 행사
- 2016년 2월 12일 제100회 졸업식(총 졸업생 14,966명)
- 2016년 3월 1일 초등 6학급,  유치원 1학급 편성
- 2019년 3월 1일 폐교[1]